# 横浜ばっくれ隊
『横浜ばっくれ隊』（よこはまばっくれたい）は、楠本哲により『月刊少年チャンピオン』（秋田書店）に連載された日本の漫画作品。OVA化、映画化もされた。
横浜を舞台に、高校生のヤンキー・成田常松が、ハチャメチャ騒動を起こす不良ギャグ漫画である。作者の楠本曰く、本作は「少年漫画の三大原則、友情・努力・勝利を全く無視した漫画」であるという。

## 主な登場人物
成田常松
本作の主人公。山下丸高校に通うヤンキー男で、横浜では最強のヤンキーである。ただしかなりのバカであり、一度は2年生を留年になった。いつも後輩の直次、親友の寿七とともに行動し、騒ぎを起こすが、その一方で美奈に対しては純情一直線で、強い思いを寄せている。また、美奈や後輩の直次がピンチになると、男らしさを見せることもある。家庭は保育園であり、父母とともに児童の保育をしている。
有賀美奈
本作のヒロイン。メガネが特徴的な美少女で、とてもまじめな性格。自分に思いを寄せる常松を受け入れ、自らも思いを寄せている。ストーリー中盤で山下丸高校を卒業し、横浜国大に進学する。
岡直次
山下丸高校に通う常松の後輩。いつも常松の騒ぎに巻き込まれる。常松に比べバカではなく、工作の才能もあるのだがヤンキーとしては弱く、他のヤンキー達に襲われるとすぐに負けてしまう。
今井寿七郎
山下丸高校に通う常松の同級生。通称・寿七。いつも常松の騒ぎに巻き込まれる。
成田定松
常松の父親。常松同様のバカで、高校の卒業には6年かかったという。常松とは妙な争いをすることが多い。
常松の母親
常松や定松をいつも心配している。
スティーブ
常松の家庭教師。2年生を留年した常松に向けて、旧友の関係にあった定松が雇った船乗りだが、日本語が話せず、「ベンキョシナサーイ」としかしゃべれない。
醍醐大志

## 単行本
少年チャンピオン・コミックス（秋田書店）より刊行。全8巻。
1. ISBN 4-253-04928-1
2. ISBN 4-253-04929-X
3. ISBN 4-253-04930-3
4. ISBN 4-253-04931-1
5. ISBN 4-253-04932-X
6. ISBN 4-253-04933-8
7. ISBN 4-253-04934-6
8. ISBN 4-253-04935-4

## 映画

### 第一作
『横浜ばっくれ隊』1994年3月5日公開
キャスト
- 葛山信吾（成田常松）
- 辺見えみり（有賀美奈）
- 大森嘉之（直次）
- 亜里香（カオリ）
- 酒井一圭（寿七）
- 日村勇紀（寛一）
- 宮本大誠（田頭）
- 小栗雅弘（姫野）
- 丸橋聡（醍醐大志）
- 高松英郎（校長）
- 横山道代（成田梅子）
- 梅宮辰夫（成田定松）

スタッフ
- 製作：市村将之、鈴木ワタル
- プロデューサー：井出正義、高山宗久、中澤宣明
- 監督：中田信一郎
- 監督補：吉野晴亮
- 脚本：我妻正義、中田信一郎
- 撮影：鈴木達夫
- 音楽：尾関昌也
- 美術：稲垣尚夫
- 編集：河原弘志

### 第二作
『横浜ばっくれ隊 夏の湘南純愛篇』1994年9月24日公開
キャスト
- 梶原聡（成田常松）
- 辺見えみり（有賀美奈）
- 大森嘉之（直次）
- 酒井一圭（寿七）
- 藤原秀樹 （正記）
- 日村勇紀（寛一）
- 田口洋（兼松）
- 寺尾友美（ひとみ）
- 北辻志保（ヨーコ）
- 岡田眞善（マイケル）
- ルイーザ（キャッシー）
- イジリー岡田（司会者）
- 哀川翔（毒蛇）

スタッフ
- 製作者：市村将之、石川茂夫、石川博、鈴木ワタル
- プロデューサー：井手正義、杉田智、中原研一、中澤宣明
- 監督：中田信一郎
- 脚本：七福昇天、中田信一郎
- 撮影：小松原茂
- 音楽：埜邑紀見男
- 助監督：田村浩太郎
- 美術：稲垣尚夫
- 編集：神谷信武
- 製作：イメージファクトリー・アイエム、セガ・エンタープライゼス、テレビ東京、パル企画

### 第三作
『横浜ばっくれ隊 純情ゴロマキ死闘篇』1995年7月22日公開
キャスト
- 梶原聡（成田常松）
- 辺見えみり（有賀美奈）
- 野村祐人（剛島丈二）
- 大森嘉之（直次）
- 酒井一圭（寿七）
- 日村勇紀（寛一）
- 藤原秀樹（正記）
- 田口洋（兼松）
- 池田奈津美 （ユカリ（冴子））
- 神崎恵（愛子）
- 毛利賢一（黒崎）
- 岡本秀寿（野口）
- 石橋保（ブラックホール店長）

スタッフ
- 製作：市村將之 中山晴喜 石川博 鈴木ワタル
- プロデューサー：井手正義 杉江幸一郎 五十嵐智之 古屋正博
- 監督：太田達也
- アクション監督：齋藤英雄
- 監督補：吉川威史
- 脚色：上代務
- 脚色協力：中田信一郎 我妻正義
- 脚本協力：杉田宣洋
- 撮影：町野誠
- 音楽：野島健太郎
- 美術：尾関龍生
- 編集：飯塚勝

## OVA
「東映VANIME」レーベルのOVAとして、1993年から1995年に計4作品製作された。

### 横浜ばっくれ隊（1993年）
スタッフ
- 原作：楠本哲（秋田書店刊「月刊少年チャンピオン」連載）
- 企画：西野聖市/伊藤源郎
- プロデューサー：瀬戸恒雄/西野範子
- 監督：ごとうみねお
- 脚本：雨村俊介
- 作画監督：小林一三
- 美術監督：長尾仁
- 音響監督：田中英行
- 音楽：桑原芳郎
- 主題歌：『ワッショイ ワッショイ』（唄：桑原芳郎）
- 制作：ナック映画

声の出演
- 成田常松：森川智之
- 有賀美奈：高橋美紀
- 寿七郎：柴本浩行
- 直次：高木渉
- 定松：辻親八
- 常松の母：水原リン
- 美奈の父：飛田展男
- たけし：渡辺久美子
- 由紀子：安達忍
- 堀田：藤原啓治
- 梅田：置鮎龍太郎
- 梅安和尚：藤本譲
- 文吾：結城比呂
- 沢木：成田剣
- 黒崎：三木眞一郎